# Municipio de Minnewaukan
El municipio de Minnewaukan (en inglés: Minnewaukan Township) es un municipio ubicado en el condado de Ramsey en el estado estadounidense de Dakota del Norte. En el año 2010 tenía una población de 199 habitantes y una densidad poblacional de 2,13 personas por km².

## Geografía
El municipio de Minnewaukan se encuentra ubicado en las coordenadas 48°9′6″N 98°45′27″O / 48.15167, -98.75750. Según la Oficina del Censo de los Estados Unidos, el municipio tiene una superficie total de 93.35 km², de la cual 89,5 km² corresponden a tierra firme y (4,12 %) 3,85 km² es agua.

## Demografía
Según el censo de 2010, había 199 personas residiendo en el municipio de Minnewaukan. La densidad de población era de 2,13 hab./km². De los 199 habitantes, el municipio de Minnewaukan estaba compuesto por el 89,95 % blancos, el 6,03 % eran amerindios y el 4,02 % eran de una mezcla de razas. Del total de la población el 4,02 % eran hispanos o latinos de cualquier raza.